# Wild North (novela)
Wild North es una novela escrita por el escritor Latinx y mexicano F. Laguna Correa (también conocido como "Franco Laguna Correa"), ganador del Premio Nacional de Literatura de la Academia Norteamericana de la Lengua Española en 2013. Una primera versión sintética de la novela, con una introducción crítica de la catedrática boliviana Virginia Ayllón, fue publicada en La Paz, Bolivia por la editorial independiente Género Aburrido en 2014 con el título "Diógenes from the Wild North", tras resultar ganadora del Premio Literario Latinoamericano convocado en Bolivia por Género Aburrido. Laguna Correa continuó corrigiendo y editando el manuscrito durante dos años antes de publicar la versión completa en 2016 con la editorial, con base en California y Tamaulipas, Rayo Press. En el año 2020, Rayo Press publicó la segunda edición de Wild North debido a la favorable recepción crítica que tuvo la novela en el ámbito latinoamericano. En el año 2017, el reconocido autor mexicano Antonio Ortuño publicó en el periódico El Informador una lista de los mejores libros del año, en la que incluía Wild North.

## Trama y Estructura
La novela se compone de tres capítulos ordenados de manera cronológica que narran en primera persona introspectiva el viaje de ida y vuelta del joven indocumentado Diógenes desde la Ciudad de México a un área rural de Eugene, en el estado de Oregón (el autor eligió el nombre del protagonista de la novela para hacer referencia a Diógenes de Sinope). El primer capítulo se enfoca en la ardua travesía desde la Ciudad de México hasta Oregón, con énfasis en la experiencia de cruzar por Nogales hacia el desierto de Arizona a pie, donde Diógenes sufre la experiencia traumática de perder al primo adolescente que lo acompañaba a manos de los Minutemen, que son vigilantes fronterizos que sin recibir pago alguno cazan migrantes indocumentados en las regiones desérticas de Arizona y Nuevo México. 
El segundo capítulo narra desde el realismo psicológico la experiencia de aislamiento de Diógenes, que renta un cuarto precario en un área rural en las afueras de Eugene y consigue un empleo ilegal en la bodega de un Walmart. Debido a la vida solitaria, acentuada por la indiferencia de los habitantes del lugar, Diógenes adquiere el hobby de comprar películas viejas y documentales sobre asesinos seriales estadounidenses, es así como se convierte en fanático de la película Taxi Driver protagonizada por Robert de Niro. Su fanatismo es tal, que cada vez que Diógenes se mira frente a un espejo repite la misma frase que el personaje protagonizado por De Niro, Travis Bickle, repite ante su reflejo en una de las escenas más famosas del film: "You Talkin' To Me?" 
El tercer capítulo narra, con un énfasis aún más psicológico que se aproxima al suspenso psicológico y forense el encuentro casual de Diógenes con una joven rubia estadounidense de nombre Kayla. Pese a que ella ni siquiera se entera de la existencia de Diógenes, su obsesión es tal que comienza a seguirla hasta que consigue descubrir el lugar donde vive. Es en este capítulo donde Diógenes, cada vez más obsesionado con Taxi Driver y las mentalidades de los asesinos seriales estadounidenses (como Ted Bundy, Jeffrey Dahmer, entre otros) de los documentales que mira de manera convulsiva durante su tiempo libre y horas de insomnio, que el lector comienza a presentir que Diógenes llevará a cabo un acto de violencia extrema contra Kayla o la gente de un centro comercial que Diógenes visita sólo para observar los maniquíes detrás de los aparadores. La ansiedad y la alienación psicológica de Diógenes llega al extremo cuando, por medio de la mediación del único Mexican American que conoce en el área donde vive, compra un rifle de caza y una pistola. Sin embargo, justo antes de salir del cuarto que renta con el propósito de ir a buscar a Kayla y enfrentar su indiferencia con el rifle y la pistola, Diógenes recobra la consciencia de que él no es de ese lugar y que las formas de violencia estadounidense no tienen nada en común con la forma en que fue educado en la Ciudad de México. Es cuando decide regresar a su ciudad y casa natal, sólo para descubrir que sus padres vendieron la casa para ir a buscar a Diógenes a Estados Unidos, debido a que durante los años que vivió en Oregón sólo se comunicó con ellos en una sola ocasión y fue a través de una breve carta. 

## Recepción crítica de la novela
Según el crítico literario y escritor guatemalteco Arturo Arias, ganador entre múltiples honores y premios, del Premio Nacional de Literatura "Miguel Ángel Asturias" y el Premio Casa de las Américas de Literatura, Wild North "desenreda los hilos del colonialismo abyecto que aún domina los imaginarios latinoamericanos. Su lectura es imprescindible." Para el reconocido escritor mexicano Yuri Herrera, ganador del "Premio Binacional de Novela" en 2013 y el Premio Anna-Seghers en el 2016, Wild North "es una novela con un lenguaje preciso y transparente. Es la historia de una migración que termina por convertirse en destierro, y a través de ella nos hace preguntas clave sobre lo que significa abandonar la tierra propia, la familia, la memoria. Es uno de esos libros que no dejan indiferente a ningún lector." Asimismo, para la catedrática boliviana Virginia Ayllón, Wild North "es una novela de viaje, del alumbramiento que se produce cuando la estancia en otro lugar ilumina las zonas nunca antes entrevistas en la vida cotidiana." Y para Antonio Ortuño, finalista del reconocido Premio Literario de la Editorial Anagrama de Barcelona, Wild North "es una rareza: una novela que cuestiona la vida desde el lenguaje y la literatura desde la vida. La frontera de este libro es una navaja (verbal) de dos filos."

## Información adicional (El Cuarteto de la Migración)
Wild North, publicada con el heterónimo F. Laguna Correa, es la primera novela de la serie El Cuarteto de la Migración. La segunda es la novela experimental y fragmentada, que recurre a formas propias de la poesía en prosa, Crush Me/(broken novel) que Laguna Correa escribió en inglés y que en 2013 recibió el "Premio Internacional de Poesía" de la Universidad Autónoma de Aguascalientes; la novela la publicó la editorial independiente de Chicago Radical Narratives en 2017 y ese mismo año la publicación Chicago Review of Books recomendó Crush Me como lectura obligada con motivo del Mes Nacional de la Poesía en Estados Unidos. La tercera entrega del Cuarteto es la novela de suspenso noir Ortodoxa: contra-manual, finalista del Premio Equis de Novela 2015, publicada en 2018 por la editorial de Miami Suburbano Ediciones. La última entrega del Cuarteto de la Migración es la novela testimonial de suspenso, tortura y realismo psicológico Acedía: (Out of This World), publicada por Rayo Press en 2020.   